# Csaba Giczy
Csaba Giczy (Cham, 5 de agosto de 1945) es un deportista húngaro que compitió en piragüismo en la modalidad de aguas tranquilas.
Participó en los Juegos Olímpicos de México 1968 y Montreal 1976, obteniendo una medalla de plata y una de bronce en la edición de México 1968. Ganó ocho medallas en el Campeonato Mundial de Piragüismo entre los años 1970 y 1977, y cuatro medallas en el Campeonato Europeo de Piragüismo entre los años 1965 y 1969.

## Palmarés internacional
| Juegos Olímpicos   | Juegos Olímpicos          | Juegos Olímpicos  | Juegos Olímpicos |
| Año                | Lugar                     | Medalla           | Competición      |
| ------------------ | ------------------------- | ----------------- | ---------------- |
| 1968               | Ciudad de México (México) | Medalla de plata  | K2 1000 m        |
| 1968               | Ciudad de México (México) | Medalla de bronce | K4 1000 m        |
| Campeonato Mundial |                           |                   |                  |
| Año                | Lugar                     | Medalla           | Competición      |
| 1970               | Copenhague (Dinamarca)    | Medalla de bronce | K4 1000 m        |
| 1971               | Belgrado (Yugoslavia)     | Medalla de oro    | K1 4 × 500 m     |
| 1971               | Belgrado (Yugoslavia)     | Medalla de plata  | K4 10 000 m      |
| 1973               | Tampere (Finlandia)       | Medalla de oro    | K4 1000 m        |
| 1973               | Tampere (Finlandia)       | Medalla de oro    | K4 10 000 m      |
| 1974               | Ciudad de México (México) | Medalla de bronce | K4 1000 m        |
| 1974               | Ciudad de México (México) | Medalla de plata  | K4 10 000 m      |
| 1977               | Sofía (Bulgaria)          | Medalla de plata  | K4 10 000 m      |
| Campeonato Europeo |                           |                   |                  |
| Año                | Lugar                     | Medalla           | Competición      |
| 1965               | Bucarest (Rumania)        | Medalla de plata  | K2 10 000 m      |
| 1967               | Duisburgo (RFA)           | Medalla de bronce | K2 1000 m        |
| 1969               | Moscú (URSS)              | Medalla de bronce | K1 4 × 500 m     |
| 1969               | Moscú (URSS)              | Medalla de bronce | K2 1000 m        |